# Белобородов, Николай Иванович
Никола́й Ива́нович Белоборо́дов (15 (27) февраля 1828, Тула — 28 декабря 1912 (10 января 1913), Тула) — российский гармонист, создатель двухрядной хроматической ручной гармоники, основатель и руководитель оркестра гармоник. Автор пьес и переложений, совместно с И. С. Ивановой написал «Самоучитель» для хроматической гармонии.

## Биография
Николай родился 15 (27) февраля 1828 года в Туле. Его отец, Иван Матвеевич, служил управляющим у помещиков Кологривовых в имении Медвенки; мать происходила из семьи потомственных оружейников, она умерла вскоре после рождения Николая. Для учёбы сына Иван Матвеевич нанял дьячка местной приходской церкви, который учил его читать на церковно-славянском языке. Учение продолжалось недолго, так как отец решил, что сыну достаточно уметь подписывать свою фамилию и кое-как разбирать написанное.
Будучи подростком, Белобородов начал интересоваться красильным делом. После смерти отца Николай открыл в подвале своего дома маленькую красильню. Красильная мастерская средств давала немного, Белобородов был постоянно в долгах. Впоследствии он её продал для приобретения гармоник для оркестра. За свою общественную деятельность Николай Иванович избирался мещанским старостой.
Умер Николай Иванович в 1912 году. Его похороны превратились в многолюдную процессию. Похоронен Н. И. Белобородов в Туле на Всехсвятском кладбище.

### Семья
В 30 лет Н. Белобородов женился на дочери тульского оружейника Юлии Козловой. От этого брака он имел двух дочерей: Софью и Марию (в замужестве — Кувалдина).

## Изобретательская и творческая деятельность
С 11 лет Николай увлёкся игрой на гармони, научившись сначала играть на однорядной диатонической гармонике, на слух подбирая мелодии некоторых песен.
Белобородов обладал незаурядными способностями, он решил серьёзно заняться музыкой и добился заметных успехов во владении инструментом. В его доме собирались друзья по интересу — рабочие казённого завода, гармонные мастера. Они вместе играли, состязались на переигрыш. Тон этим импровизированным репетициям неизменно задавал Николай Иванович.
Примитивность существовавших в то время гармоней резко ограничивала исполнительские возможности Николая Ивановича. Ему хотелось переделать голоса инструмента так, чтобы на нём можно было исполнять классические произведения. У Белобородова возникла идея создания новой модели гармоники.
Осенью 1875 года Николай Иванович договорился с гармонным мастером Леонтием Алексеевичем Чулковым об изготовлении экспериментального инструмента по разработанным чертежам. За основу новой гармоники, получивший название хроматическая, была взята тульская диатоническая однорядка. К первому ряду Белобородов добавил второй — с недостающими полутонами. Клавиатура гармоники обрела новые формы, заимствованные из фортепиано, однако их группировка была иной, попеременной: после белой клавиши шла чёрная.

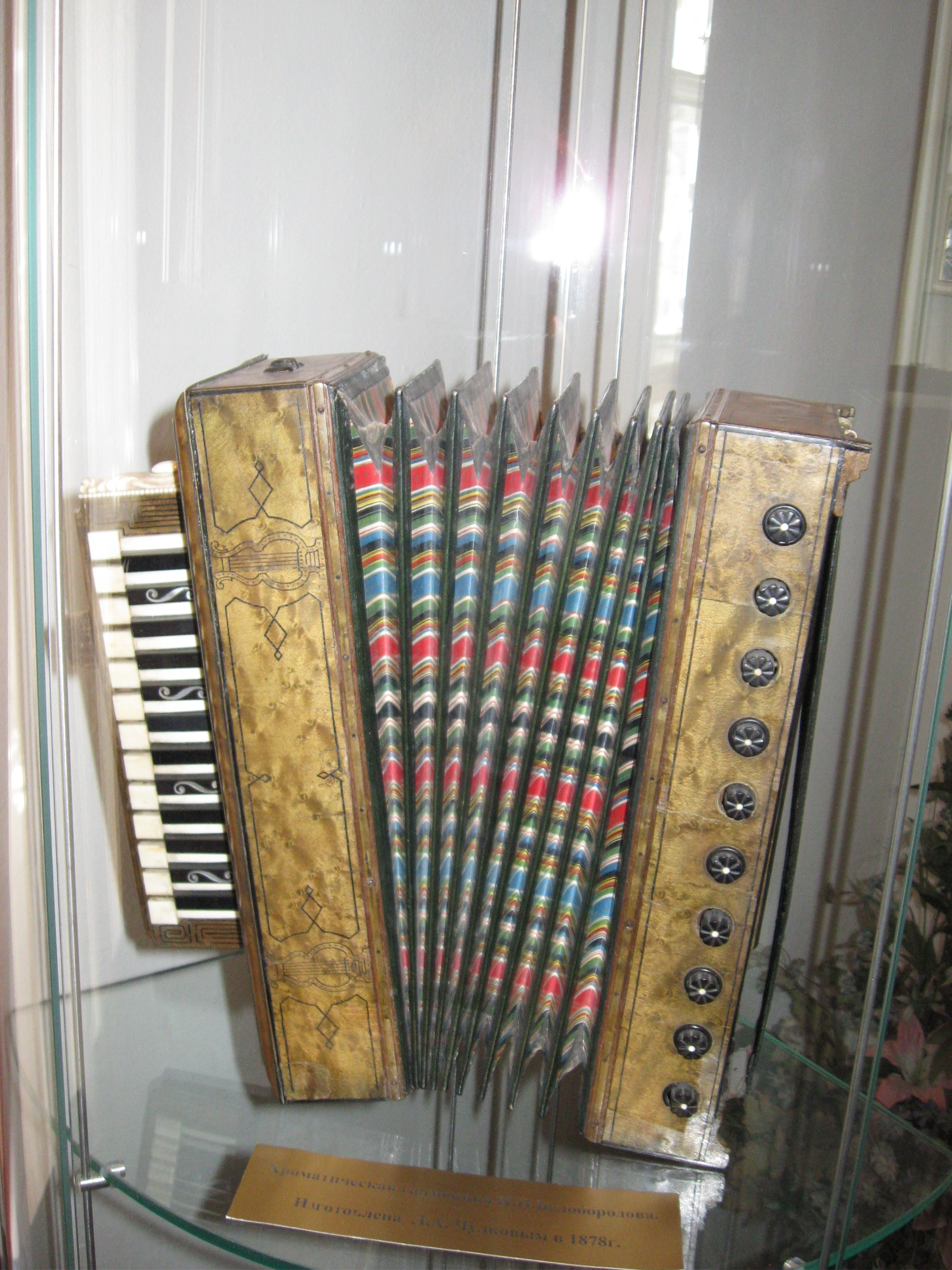
Хроматическая гармонь Н. И. Белобородова, изготовленная Л. А. Чулковым в 1878 году (Мемориальный музей Н. И. Белобородова)

В марте 1878 года первая в России (по мнению некоторых исследователей — первая в мире) хроматическая гармоника была сконструирована. Опыт оказался на редкость удачным. По мнению музыковеда А. М. Мирека, гармоника была «настоящим шедевром по сравнению с другими, выпускавшимися в то время». Она была необычно устроена: на узком и небольшом корпусе размещалось шесть рядов планок. Одновременно звучали три голоса: два в унисон и один — октавой ниже. Существенную роль играла своеобразная резонаторная камера, в которой происходило преломление звуковых волн и возникали новые обертоны, создававшие мягкое сочное звучание. Хроматическая гармоника оказала значительное влияние на развитие клавишных язычково-пневматических музыкальных инструментов.
Вскоре Н. И. Белобородов заказал ещё две хроматические гармоники, после изготовления которых создал семейное трио. В его состав кроме Николая Ивановича вошли его дочери Мария и Софья. Удачные выступления трио на различных благотворительных мероприятиях привели Николая Ивановича к мысли о возможности создания более масштабного музыкального коллектива.
Расцвет деятельности Н. И. Белобородова пришёлся на 1880—1890-е годы. Он оставил службу и занялся изучением теории музыки и строением аккордов, с аранжировкой. В этом ему помогали местные капельмейстеры Шаров и Бузовкин. Николай Иванович первым среди отечественных гармонистов овладел нотной грамотой. В 1880 году по заказу московского издателя Белобородов составил одно из первых методических пособий по обучению игре на хроматической гармонике — «Школу для хроматической гармонии по системе Н. И. Белобородова». Затем это пособие выпустили в Санкт-Петербурге, не указав, однако, имени автора.
Дважды, в 1884 и 1886 годах, к Н. И Белобородову приезжал представитель австрийской фирмы «Кальбе», известной по производству лучших венских гармоник, с предложением продать патент хроматической гармоники. Однако Николай Иванович, несмотря на большую нужду в деньгах, не согласился на это предложение, сказав представителю фирмы: «Я русский человек и своё изобретение не продаю за границу».

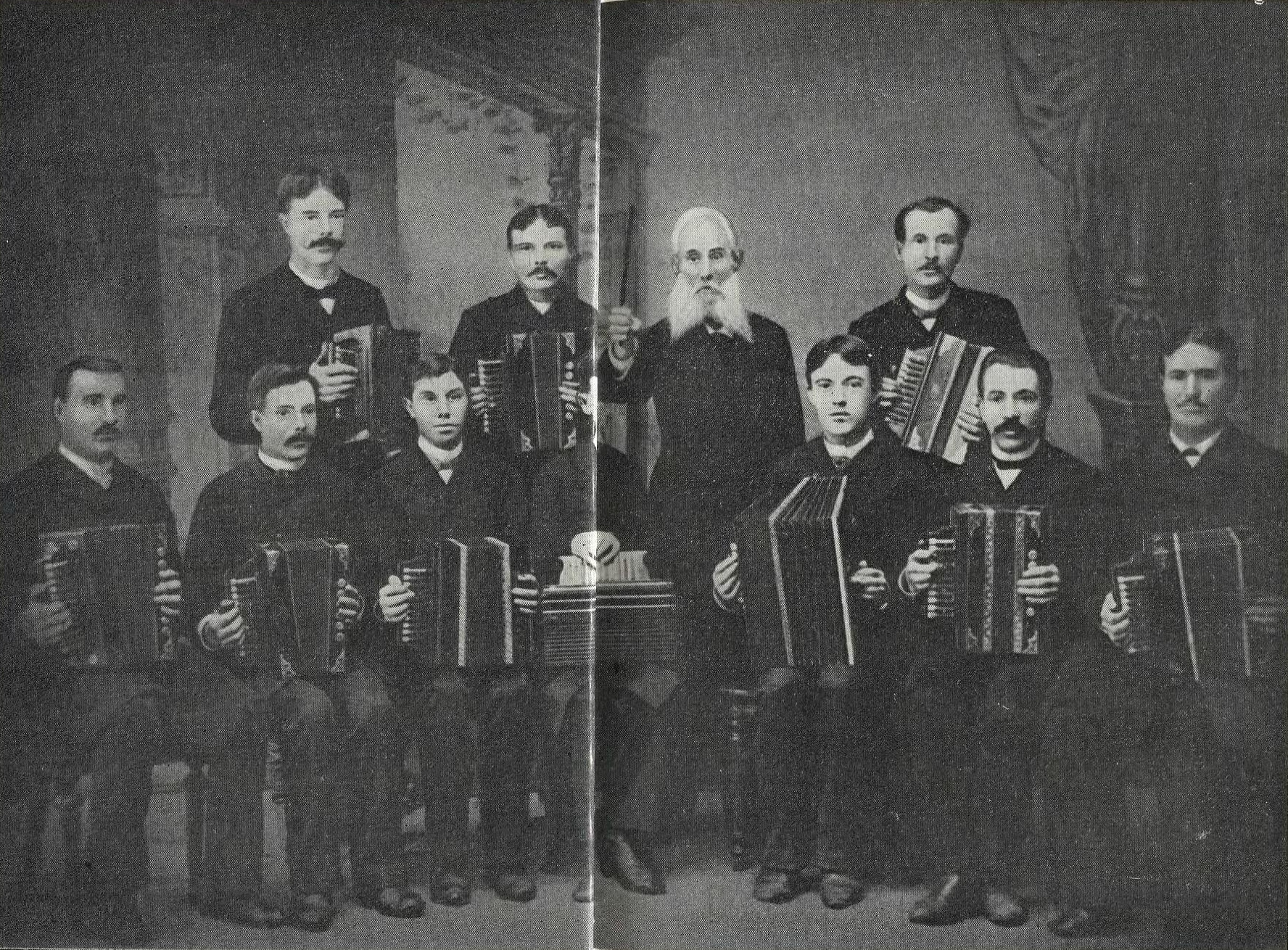
«Оркестр кружка любителей игры на хроматических гармониках». В центре Н. И. Белобородов

В 1885—1886 годах из рабочих оружейного и патронного заводов Белобородовым был создан первый в мире «Оркестр кружка любителей игры на хроматических гармониках», концертмейстером которого поставили Владимира Петровича Хегстрема. Инструменты для занятий оркестра разных диапазонов и тембров: гармонь-пикколо, гармонь-бас, гармонь-кларнет, гармонь-виолончель, гармонь-альт и др. — Николай Иванович заказал Л. А. Чулкову, а также мастерским В. И. Баранова и А. И. Потапова. Для создания оркестра гармонистов у Белобородова не было денег и он заложил свой дом в банк за 5000 рублей. Занятия кружка, которые продолжались несколько часов и иногда до позднего вечера, проводились по воскресеньям в доме Н. И. Белобородова, иногда кружковцы собирались на квартире Хегстрема. Позднее власти разрешили им использовать старое деревянное здание Дворянского собрания.
Созданный Н. И. Белобородовым оркестр был первым, игравшим по нотным партитурам. При составе ансамбля в 10-11 человек, Белобородов писал партитуры на восемь партий, помогал ему в этом В. П. Хегстрем. Как дирижёра, Н. И. Белобородова отличали требовательность и целеустремленность. Он настойчиво добивался того, чтобы каждая музыкальная фраза, отдельная мелодия при исполнении соответствовали нотной записи и замыслу композитора.
С начала 1890-х годов в репертуар музыкального коллектива включались такие произведения как Увертюра к опере М. Глинки «Жизнь за царя», Увертюра к опере Ф. Герольда «Цампа», Увертюра к оперетте Ф. Зуппе «Пиковая дама», вальсы И. Штрауса, другие классические вещи, марши, вальсы, народные песни «По улице мостовой», «Камаринская» и др. Н. И. Белобородов был не только первым педагогом, обучающем игре на хроматической гармони, он также стал первым сочинять музыку для хроматической гармони и делать аранжировки произведений для созданного им оркестра. Среди его сочинений кадриль «Охота», «Полька-фантазия» и другие вещи.
В 1893 году Н. И. Белобородов в соавторстве с И. С. Ивановой опубликовал в Санкт-Петербурге «Самоучитель, полную вновь усовершенствованную весьма понятную практическую школу для хроматической гармоники». В предисловии издатель, писал о достоинствах автора учебника:
Я лично присутствовал у г-на Белобородова во время исполнения на хроматических гармониках и вполне убедился в том, что слышанная игра настолько правильна и приятна, что положительно забываешь, что это гармоника, а не оркестр учёных, музыкантов.
Среди ценителей мастерства гармонистов был Л. Н. Толстой, перед которым оркестранты выступили летом 1893 года на даче Белобородова вблизи Косой Горы.
22 февраля 1897 года в малом зале Дворянского собрания Тулы состоялось первое публичное выступление оркестра Белобородова, после которого он систематически выступал с концертами в Калуге, Серпухове, Алексине, Ефремове, Орле, Воронеже и других городах.
В конце 1902 года Н. И. Белобородов вручил свою дирижёрскую палочку с надписью «На добрую память» Владимиру Хегстрему, которым в 1903 году был организован новый оркестр.
14 февраля 1907 года Н. И. Белобородов был избран почётным членом «Первого российского общества любителей игры на хроматических гармониках».

## Сочинения
- Сочинения для оркестра гармоник:
  - Полька «Фантазия»,
  - Кадриль «Охота»,
  - Вальс и др.
- Сочинения по методике обучения:
  - Школа для хроматической гармоники по системе Н. И. Белобородова. — изд. Куликова: М., 1880.
  - Белобородов Н. И., Иванова И. С. Самоучитель, полная, вновь усовершенствованная, весьма понятная практическая школа для хроматической гармоники. — Спб., 1893.

## Память

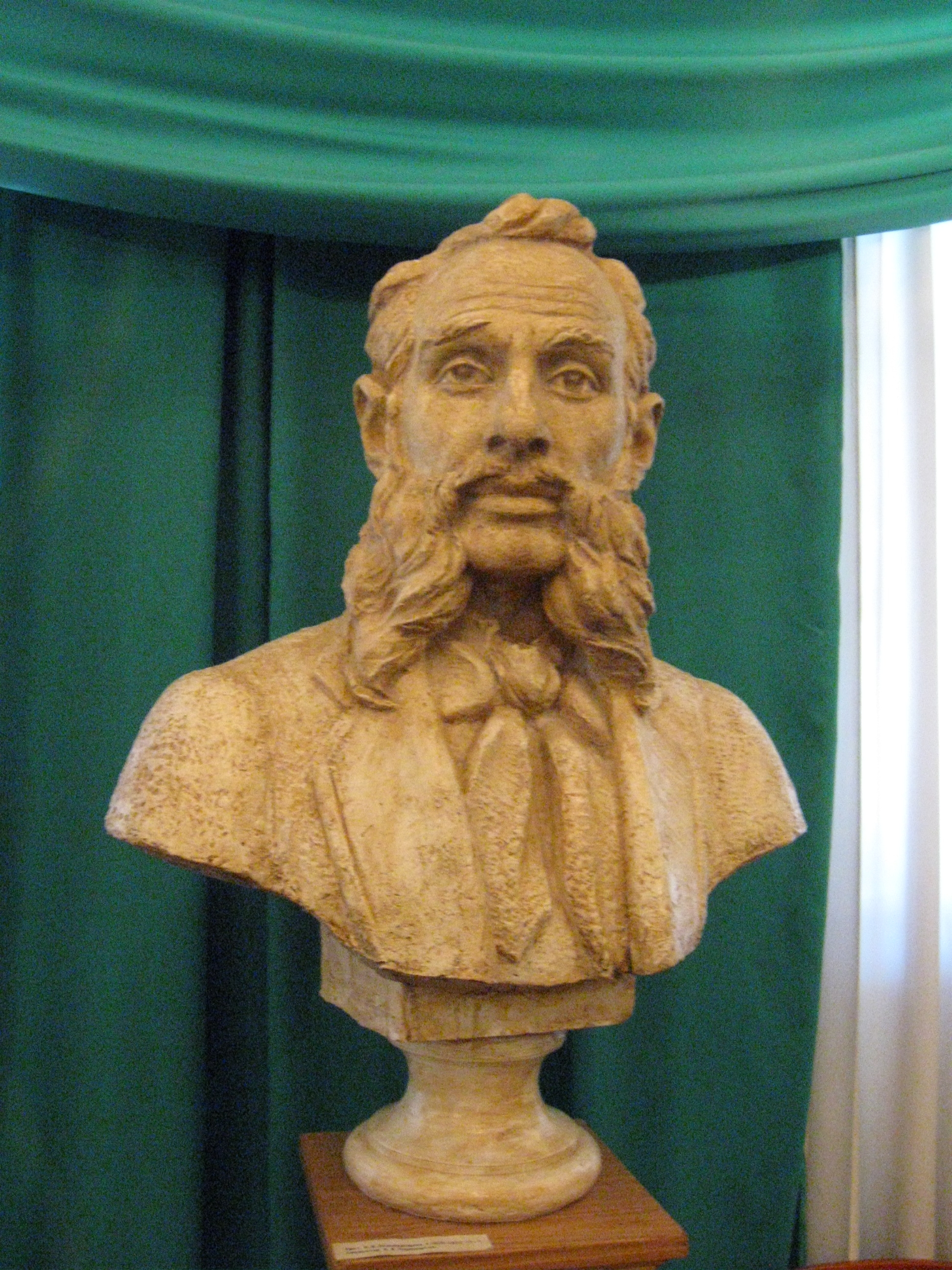
Бюст Н. И. Белобородова в мемориальном музее (Тула; ск. А. И. Чернопятов)

- С 1991 года в Туле проводится конкурс юных исполнителей на баяне-аккордеоне, носящий имя Николая Ивановича Белобородова. В 1995 году конкурс получил статус Международного. В апреле 2010 года состоялся VIII конкурс.[10][11]
- Из истории конкурса им. Н. И. Белобородова
- 25 марта 1995 года в Туле был открыт мемориальный музей Н. И. Белобородова.
- С 2003 года в Туле проводятся Белобородовские музыкально-краеведческие чтения, тематика которых связана с музыкальным краеведением, опытом работы и перспективами развития музыкальных музеев России.[12]
- ОАО «Тулателеком» выпустило сервисную телефонную карту из серии «Наши земляки», посвящённую Н. И. Белобородову.

## Видеорепортажи
- Тульская гармонь. «История одной вещи» (телеканал Радость моя) (24 сентября 2009). Дата обращения: 13 мая 2012. Архивировано 27 мая 2012 года.